# Dichelacera transposita
Dichelacera transposita är en tvåvingeart som beskrevs av Walker 1854. Dichelacera transposita ingår i släktet Dichelacera och familjen bromsar. Inga underarter finns listade i Catalogue of Life.